# ریبوزوم میتوکندریایی

نموداری که دی‌ان‌ای میتوکندریایی (دایره‌ای) و ریبوزوم‌های میتوکندریایی را در میان سایر ساختارهای میتوکندری نشان می‌دهد.

ریبوزوم میتوکندریایی یا میتوریبوزوم یک مجموعه پروتئینی است که در میتوکندری فعال است و به‌عنوان یک پروتئین ریبوزومی برای ترجمه آران‌ای‌های پیام‌رسان میتوکندریایی کدگذاری شده در دی‌ان‌ای میتوکندریایی عمل می‌کند. میتوریبوزوم به غشای داخلی میتوکندری متصل است. میتوریبوزوم‌ها، مانند ریبوزوم‌های سیتوپلاسمی، از دو زیرواحد بزرگ (mtLSU) و کوچک (mt-SSU) تشکیل شده‌اند. میتوریبوزوم‌ها از چندین پروتئین خاص و آران‌ای‌های ریبوزومی کمتری تشکیل شده‌اند. در حالی که آران‌ای‌های ریبوزومی میتوکندری در ژنوم میتوکندری کدگذاری می‌شوند، پروتئین‌هایی که میتوریبوزوم‌ها را می‌سازند در هسته کدگذاری شده و توسط ریبوزوم‌های سیتوپلاسمی پیش از جایگیری در میتوکندری آماده می‌شوند.

## عملکرد
میتوکندری حاوی حدود ۱۰۰۰ پروتئین در مخمر و ۱۵۰۰ پروتئین در انسان است. با این‌حال، تنها ۸ و ۱۳ پروتئین در دی‌ان‌ای میتوکندریایی به‌ترتیب در مخمر و انسان کدگذاری می‌شوند. بیشتر پروتئین‌های میتوکندری از طریق ریبوزوم‌های سیتوپلاسمی سنتز می‌شوند. پروتئین‌هایی که اجزای کلیدی در زنجیره انتقال الکترون هستند در میتوکندری ترجمه می‌شوند.

## ساختار
میتوریبوزوم‌های پستانداران دارای زیرواحدهای کوچک ۲۸اس و ۳۹اس بزرگ هستند که با هم یک میتوریبوزوم ۵۵اس را تشکیل می‌دهند. میتوریبوزوم‌های گیاهی دارای زیرواحدهای کوچک ۳۳اس و ۵۰اس بزرگ هستند که با هم یک میتوریبوزوم ۷۸اس را تشکیل می‌دهند.
میتوریبوزوم‌های جانوری فقط دو آران‌ای ریبوزومی دارند، ۱۲اس (SSU) و ۱۶اس (LSU) که هر دو در مقایسه با همولوگ‌های بزرگ‌ترشان بسیار به حداقل اندازه رسیده‌اند. بیشتر یوکاریوت‌ها از آران‌ای میتوریبوزومی ۵اس استفاده می‌کنند، جانوران، قارچ‌ها، حبابچه‌داران و Euglenozoansها استثنا هستند.

## مقایسه با ریبوزوم‌های دیگر
مانند خود میتوکندری، ریبوزوم‌های میتوکندری نیز از ریبوزوم‌های باکتریایی منشأ می‌گیرند. با این‌حال، با تکامل میتوکندری‌ها، واگرایی قابل توجهی بین این دو وجود دارد که منجر به تفاوت در پیکربندی و عملکرد می‌شود. در پیکربندی، میتوریبوزوم شامل پروتئین‌های اضافی در هر دو زیرواحد بزرگ و کوچک است. از نظر عملکرد، میتوریبوزوم‌ها از نظر پروتئین‌هایی که ترجمه می‌کنند بسیار محدودتر هستند و پروتئین‌های کمی تولید می‌کنند که بیشتر در غشای میتوکندری استفاده می‌شوند. جدول زیر برخی از ویژگی‌های ریبوزوم‌های مختلف را نشان می‌دهد:
|                           | باکتری‌ها         | سیتوزولی (یوکاریوت) | میتوکندری پستانداران | میتوکندری مخمر   | میتوکندری گیاهی |
| ------------------------- | ---------------- | ------------------- | -------------------- | ---------------- | --------------- |
| ضریب رسوب (LSU/SSU)       | ۷۰اس (۵۰اس/۳۰اس) | ۸۰اس (۶۰اس/۴۰اس)    | ۵۵اس (۳۹اس/۲۸اس)     | ۷۴اس (۵۴اس/۳۷اس) | ~۸۰اس           |
| تعداد پروتئین‌ها (LSU/SSU) | ۵۴ (۳۳/۲۱)       | ۷۹–۸۰ (۴۶–۴۷/۳۳)    | ۸۰ (۵۰/۳۰)           | ۸۴ (۴۶/۳۸)       | ۶۸–۸۰           |
| تعداد rRNAها (LSU/SSU)    | ۳ (۲/۱)          | ۴ (۳/۱)             | ۳ (۲/۱)              | ۲ (۱/۱)          | ۳ (۲/۱)         |

## بیماری‌ها
از آن‌جایی که میتوریبوزوم مسئول ساخت پروتئین‌های لازم برای زنجیره انتقال الکترون است، عملکرد نادرست در میتوریبوزوم می‌تواند منجر به بیماری متابولیک شود. در انسان، بیماری به‌ویژه در اندام‌های متکی به انرژی مانند قلب، مغز و ماهیچه‌ها ظاهر می‌شود. بیماری یا از جهش در آران‌ای ریبوزومی میتوکندری یا در ژن‌های کدکنندهٔ پروتئین‌های میتوریبوزومی منشأ می‌گیرد. در مورد جهش پروتئین میتوریبوزومی، وراثت بیماری به‌دنبال توارث مندلی است زیرا این پروتئین‌ها در هسته کدگذاری می‌شوند. از سوی دیگر، به‌دلیل این‌که آران‌ای ریبوزومی میتوکندری در میتوکندری رمزگذاری می‌شود، جهش در آران‌ای ریبوزومی از طریق مادر به ارث می‌رسد. نمونه‌هایی از بیماری‌های ناشی از این جهش‌ها در انسان شامل سندرم لی، ناشنوایی، اختلالات عصبی و کاردیومیوپاتی‌های مختلف است. در گیاهان، جهش در پروتئین‌های میتوریبوزومی می‌تواند منجر به کاهش اندازه و رشد برگ‌ها شود.

## ژن‌ها
- MRPS1، MRPS2، MRPS4، MRPS5، MRPS6، MRPS7، MRPS8، MRPS9، MRPS10، MRPS11، MRPS12، MRPS13، MRPS14، MRPS15، MRPS16، MRPS17، MRPS19، MRPS20، MRPS20، MRPS21، MRPS22، MRPS22222223 MRPS26، MRPS27، MRPS28، MRPS29، MRPS30، MRPS31، MRPS32، MRPS33، MRPS34، MRPS35
- MRPL1, MRPL2, MRPL3, MRPL4, MRPL5, MRPL6, MRPL7, MRPL8, MRPL9, MRPL10, MRPL11, MRPL12, MRPL13, MRPL14, MRPL15, MRPL16, MRPL17, MRPL18, MRPL19, MRPL20, MRPL21, MRPL22, MRPL23, MRPL24, MRPL25, MRPL26، MRPL27، MRPL28، MRPL29، MRPL30، MRPL31، MRPL32، MRPL33، MRPL34، MRPL35، MRPL36، MRPL37، MRPL38، MRPL2، MRPL49، MRPL31، MRPL40
- rRNA: MT-RNR1، MT-RNR2، MT-TV (میتوکندریایی)